# Siebenschlehener Pochwerk

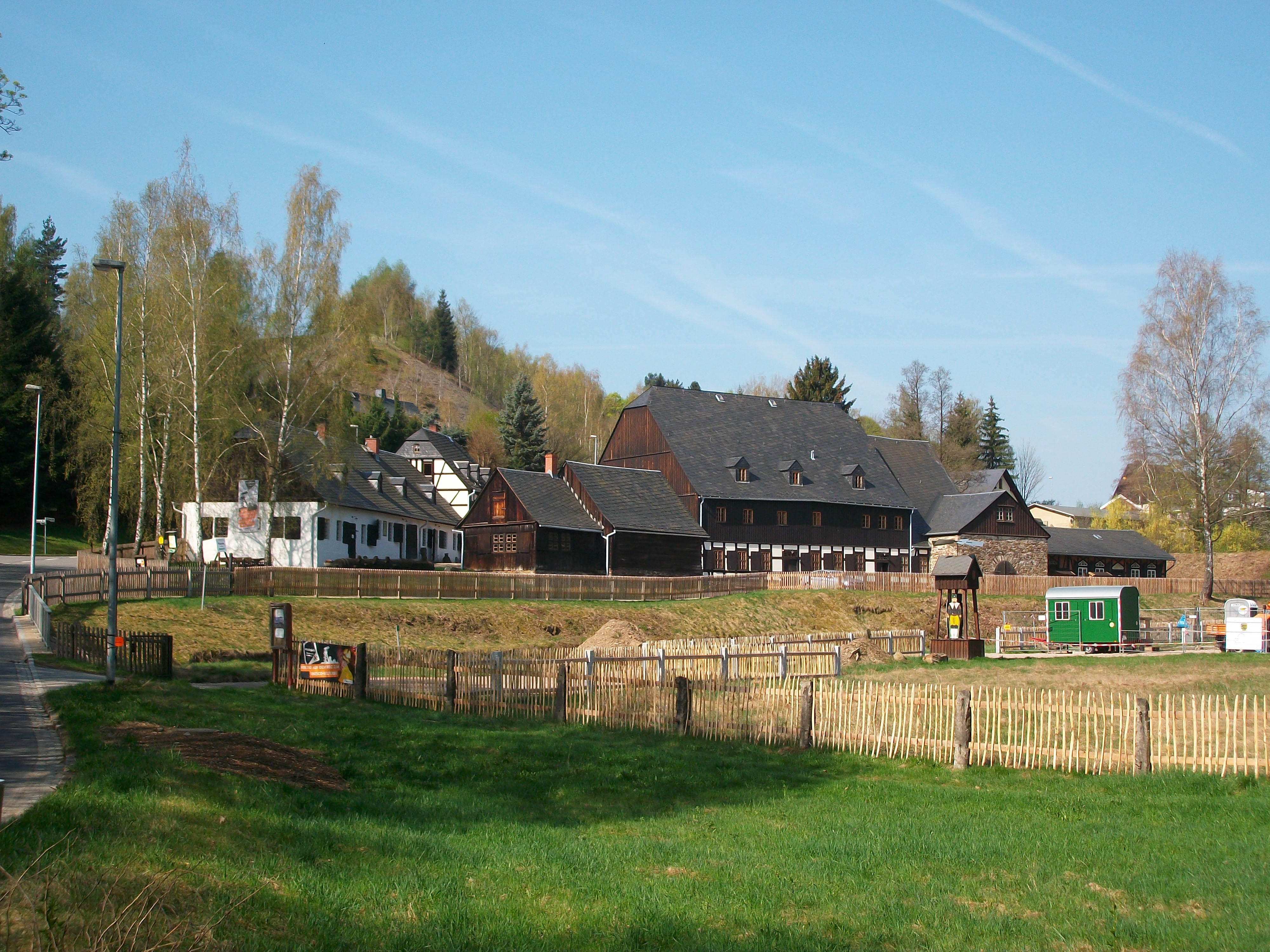
Gesamtansicht des Museumsensembles
Siebenschlehener Pochwerk
Von links: weißes Gebäude=Kobaltkammern, dunkle Holzhäuschen davor=Ausschlagstube, großes Gebäude mit Fachwerkunterteil=Steiger- oder Haupthaus

Das Siebenschlehner Pochwerk ist ein unter Denkmalschutz stehendes Pochwerk im Schneeberger Stadtteil Neustädtel (sächsischer Erzgebirgskreis). Es war ein wesentliches Arbeitsinstrument zur Aufbereitung der in diesem Bereich des Erzgebirges gefundenen und abgebauten Kobalt-, Silber- und Nickelerze.

## Geschichte

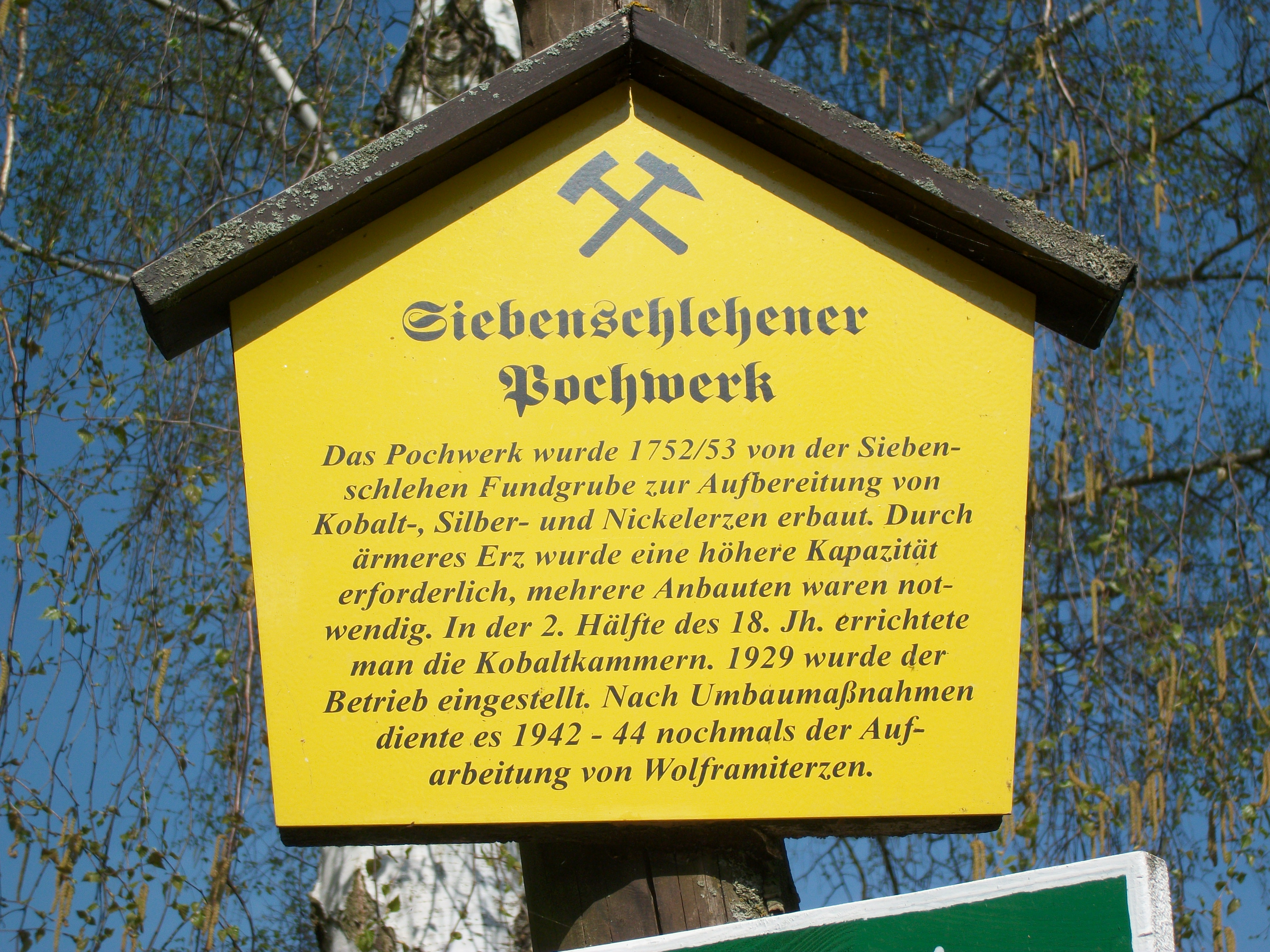
Infotafel Siebenschlehener Pochwerk

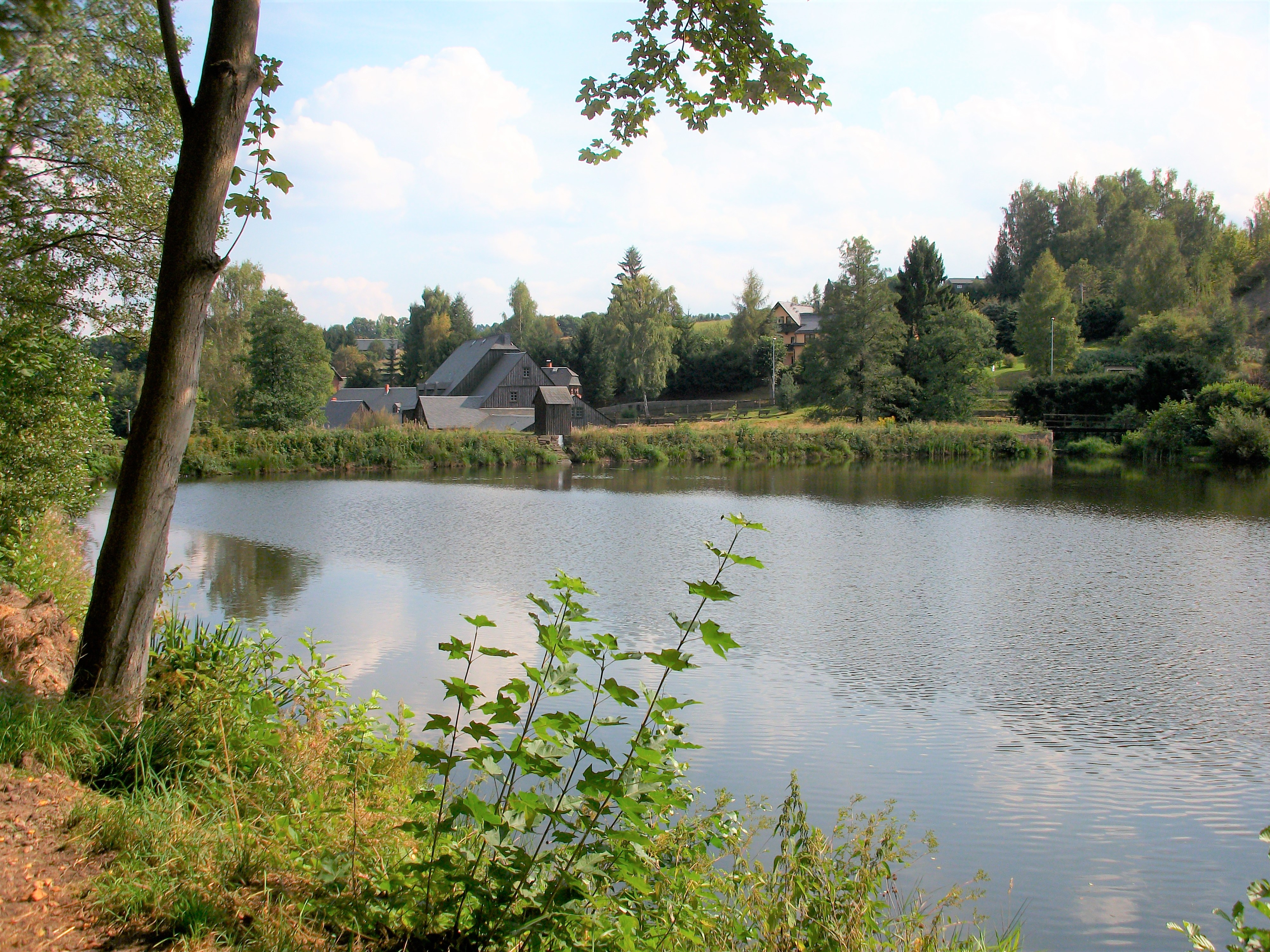
Knappschaftsteich mit Siebenschlehener Pochwerk

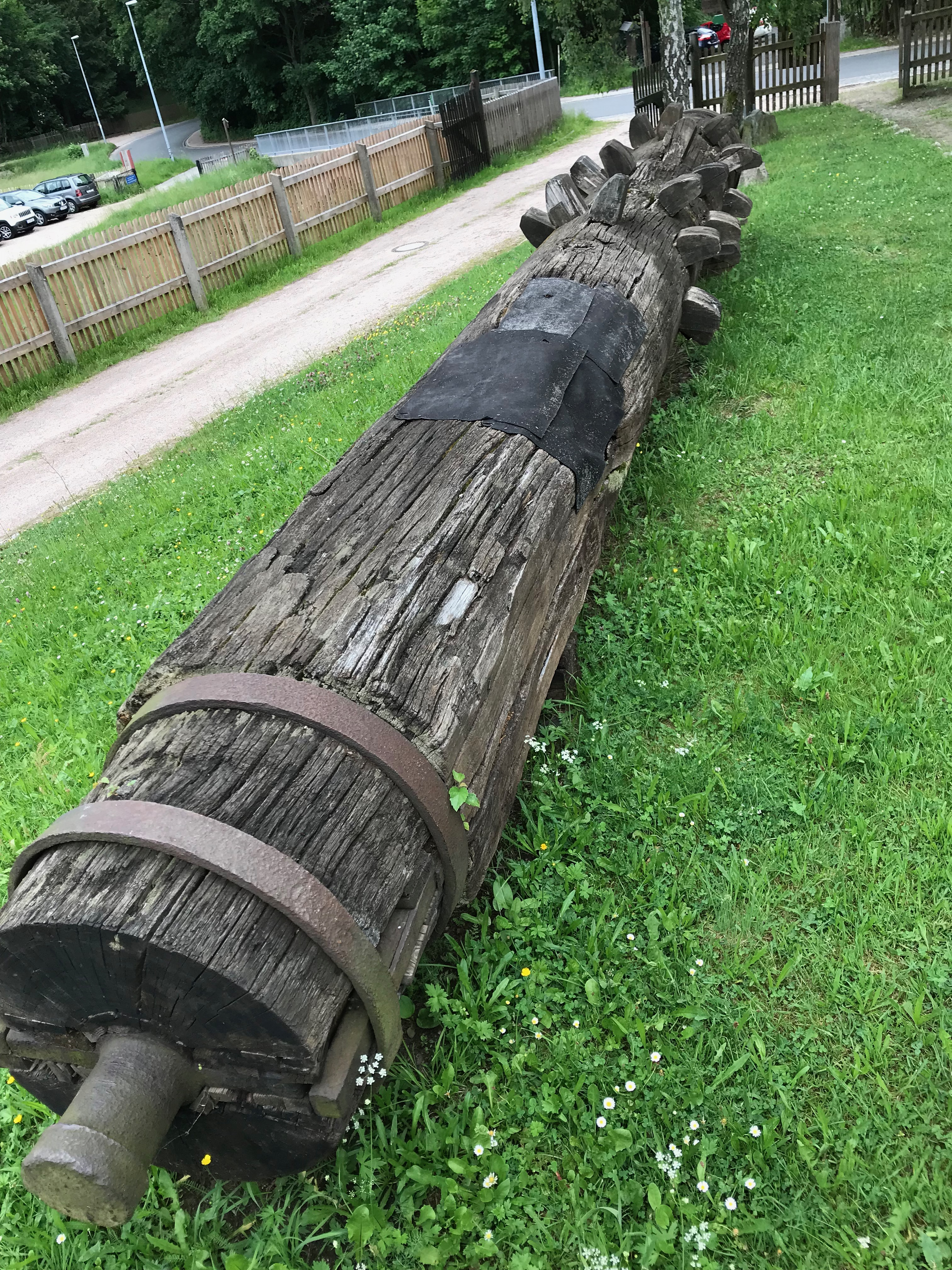
150 Jahre alte Pochwelle des ehemaligen Danieler Pochwerkes

Das Neustädtler Revier war zwischen dem 16. und 19. Jahrhundert eine bedeutende Fundstätte für Kobalterz, aus dem Safflor und ab dem 17. Jahrhundert Kobaltblau für die Oberflächenveredlung von Porzellan und Keramik sowie zum Färben von Gläsern hergestellt wurde. Die Fundgrube Siebenschlehn (50° 34′ 33,7″ N, 12° 37′ 4,6″ O) brachte im Quartal Trinitatis 1496 mit 11 Mark und 7 Lot das erste Silber aus. Zwischen 1496 und 1512 lieferte die Grube 146 Mark und 2 Lot (270 kg) Silber. Das letzte Ausbringen datiert vom Quartal Crucis 1512 mit 3 Mark und 4 Lot Silber. Ausbeute wurde nie gezahlt. Damit war sie eine der kleineren Gruben im Schneeberger Bergrevier.
Mit der Nutzung des Kobalts stieg sie zu den bedeutenderen Gruben auf. Das erste Ausbringen von 131 Kübeln Kobalt erscheint in einer Abrechnung vom 25. März 1620.
Das Siebenschlehner Pochwerk verarbeitete das Kobalterz mehrerer Neustädtler Gruben. Die Erze der verschiedenen Gruben lagerten getrennt in der Kobaltkammer.
Nach dem Vorscheiden des Erzes wurde es im Pochwerk auf einen Korndurchmesser von 3–5 mm zerkleinert. Die Pochstempel wurden von einem Kunstrad mit vier Metern Durchmesser angetrieben.
Die Aufsicht über das Pochwerk führte der Pochwerkssteiger, der mit seiner Familie direkt über dem eingehausten Pochwerk wohnte. Erst im Jahr 1830 erhielten das Pochwerk und der Wohnbereich zwei getrennte Häuser.
1752/53 wurde die Anlage für rund 800 Taler durch ein neues, größeres und moderneres Pochwerk ersetzt. Das Pochen des Erzes erfolgte sowohl im trockenen Zustand als auch durch Einschlämmen mit Wasser: die trockene bzw. nasse Aufbereitung. Das Pochgut wurde dann auf Herden gewaschen. Zum Einsatz kam anfangs ein Glauchherd, und nach 1781 ein Langstoßherd.
Wegen des abnehmenden Kobaltgehaltes nahmen die Betreiber mehrfache technische Erneuerungen vor, so in den Jahren 1816/1817, 1850–1852, 1872, 1893. Das zuerst benutzte Wasserrad wurde 1852 durch zwei größere mit je sechs Metern Durchmesser ersetzt.
Das Pochwerk erhielt sein Aufschlagwasser über einen 600 m langen Kunstgraben vom Unteren Lindenauer Teich (Meyerteich) im Lindenauer Tal, aus dem anfangs noch ein zweites Pochwerk, das Gesellschafter Pochwerk direkt oberhalb des Siebenschlehener Pochwerks, angetrieben wurde. Die Wassermenge und damit die Arbeitsintensität waren stark jahreszeitenabhängig, so dass im Jahr 1838 zur gleichmäßigeren Arbeit ein kleiner Kunstteich angelegt wurde, der Neuer Teich oder Knappschaftsteich genannt wird. Bereits 1684 war ein kleinerer Teich zu diesem Zweck vorhanden.
Die Inflation und fallende Rohstoffpreise für Nickel, Wismut und Kobalt sowie die steigenden Kosten brachten den Schneeberger Bergbau im Jahr 1924 fast völlig zum Erliegen. Das Pochwerk wurde 1929 stillgelegt. Erst die Autarkiebestrebungen des Deutschen Reiches und staatlich gestützte Rohstoffpreise verhalfen dem Schneeberger Bergbau ab dem Jahr 1935 wieder zu einem gewissen Aufschwung. 1942 wurde dann das Siebenschlehner Pochwerk wieder in Betrieb genommen, denn Buntmetallerze gehörten zum Kriegsbedarf. Am Ende des Zweiten Weltkriegs waren im Schneeberger Revier noch die Gruben Weißer Hirsch, Beust, Neujahr und Schrotschacht in Betrieb.
Im Pochwerk wurden nach 1945 für eine kurze Zeit Uranerz aufbereitet, das die gerade gegründete Wismut AG für das sowjetische Atomprogramm förderte.
Seit 1990 kümmert sich die Schneeberger Stadtverwaltung um den Erhalt der Bausubstanz des Pochwerks und der Häuser. Schrittweise wurde das Ensemble in ein Technisches Museum verwandelt und die Bauten umfangreich rekonstruiert. Seit 1995 ist das Pochwerk Teil des Museums für Bergbau der Stadt Schneeberg. Die Besucher erfahren hier unter anderem in einer ständigen Ausstellung die Geschichte des Kobaltbergbaus im Schneeberg-Neustädtler Bergrevier. Sie können auf dem rund acht Kilometer langen Schneeberg-Neustädtler Bergbaulehrpfad eine kleine Zeitreise als Rundwanderung unternehmen. In den Sommermonaten finden nach Voranmeldung Führungen statt.
Die gesamte technische Anlage wurde zwischen 2013 und 2015 grundhaft erneuert, das Wasserrad komplett ausgetauscht und die Wasserzuführung im Gelände regeneriert. Weiterhin waren der Fußboden im Arbeitsbereich des Pochstuhls zu erneuern und Reparaturen an der Radstube durchzuführen. Die gesamte Erneuerung kostete rund 40.000 Euro.

## Beschreibung
Das Pochwerksensemble liegt im Stadtteil Neustädtel etwa drei Kilometer vom Schneeberger Zentrum entfernt am Knappschaftsbach im Lindenauer Grund, Zugang in der Lindenauer Straße 22.
Das Steigerhaus ist ein dreietagiges Wohnhaus mit einem Fachwerk-Erdgeschoss im angedeuteten Umgebindestil mit schiefergedecktem Pultdach und darin eingearbeiteten Gauben. Es wurde im Lauf der Jahrhunderte mehrfach umgebaut, sein Kernbau stammt aus der Mitte des 19. Jahrhunderts. Im früheren Wohnbereich in der ersten Etage ist die genannte Dauerausstellung zu sehen.
Das Pochwerksgebäude enthält ein funktionsfähiges oberschlächtiges Wasserrad in einer Radstube aus dem 19. Jahrhundert, das die hölzerne Nockenwelle antreibt, die sieben Pochwerkstempel beaufschlagt. Die hölzernen Pochstempel sind je etwa 4 Zentner schwer und tragen eiserne Pochschuhe. Das Pochgut wird anschließend auf den Stoßherden gewaschen. Der Schlich wird dann in Fässer gefüllt und zur Hütte gebracht.
Zum Denkmalbereich gehören darüber hinaus zwei hölzerne Anbauten (Kobaltkammern) auf Feldsteinunterbauten, der Pochwerkskunstgraben – ein Holzkanal mit rechteckigem Querschnitt –, der Knappschaftsteich samt Aufschlagfluter, ein Teichdamm, ein Überlauf mit Schussstrecke und der Grundablass mit Mundloch.
In direkter Nachbarschaft des Siebenschlehener Pochwerks befindet sich die Silberschmelzhütte St. Georgen, die 1665 erstmals urkundlich erwähnt wurde. Das Schmelzen des Silbers erfolgte in gemauerten Schachtöfen, wie sie schon Georgius Agricola in De re metallica beschrieb.

## Galerie

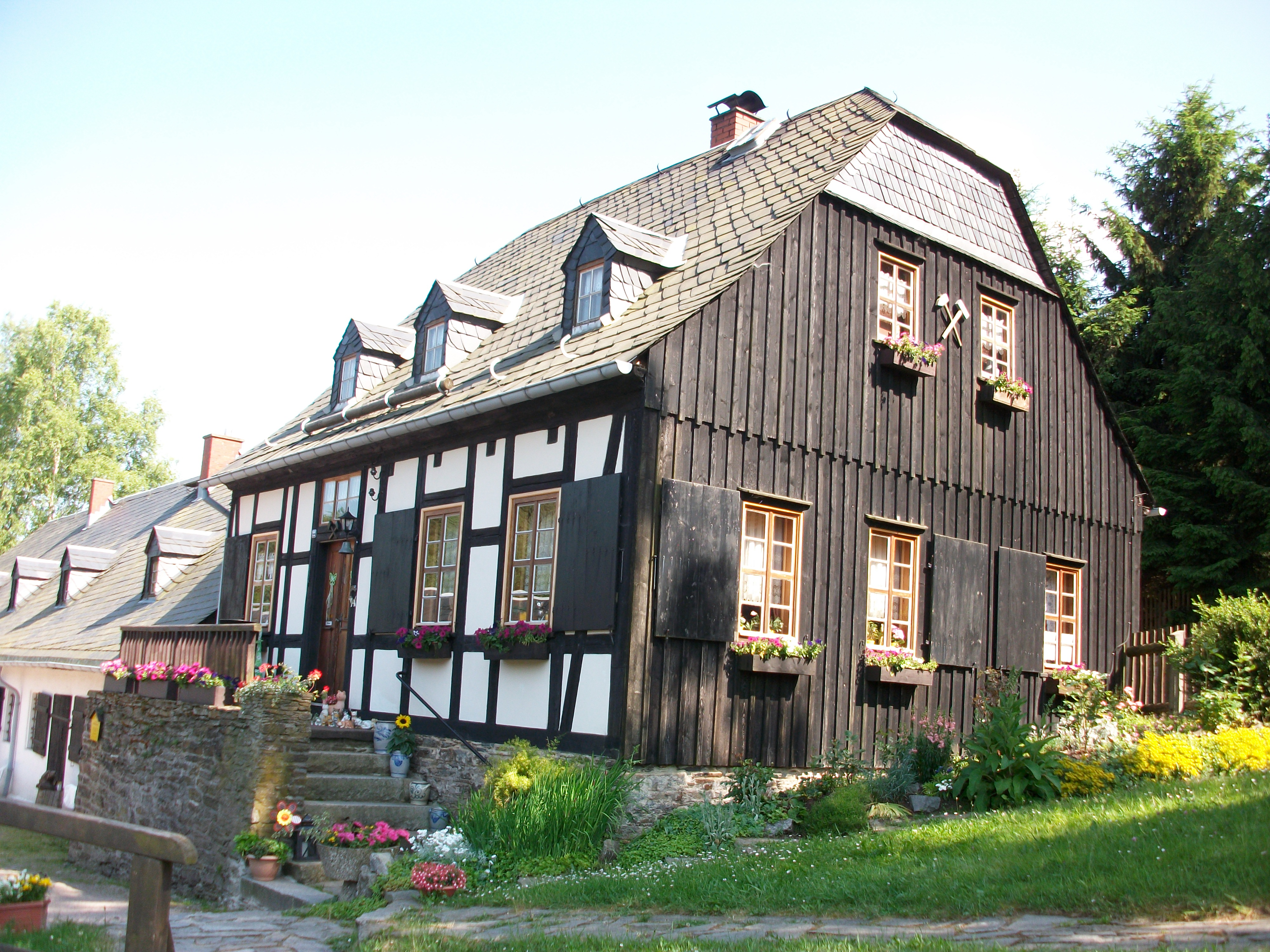
Pochsteigerhaus
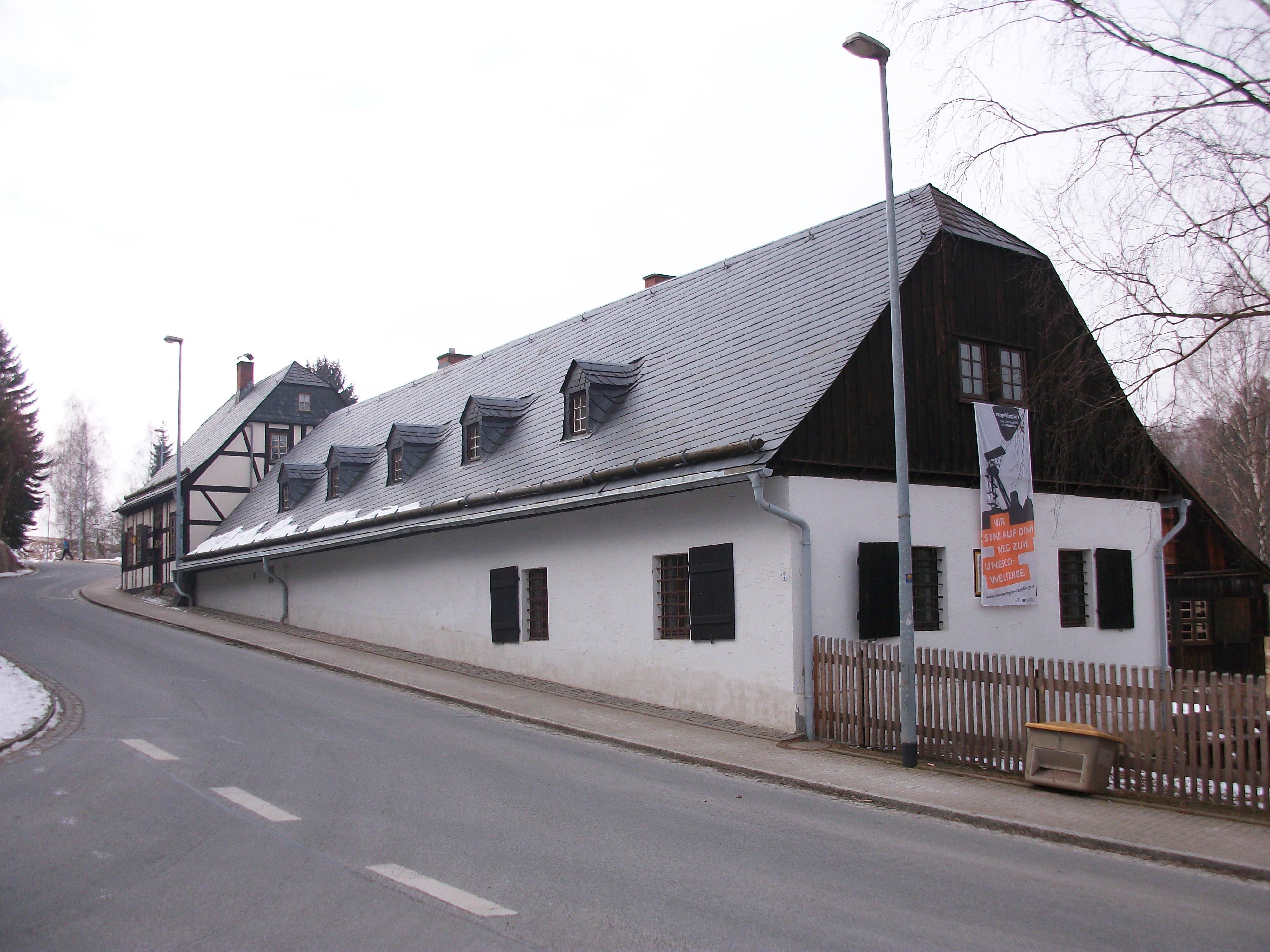
Kobaltkammern
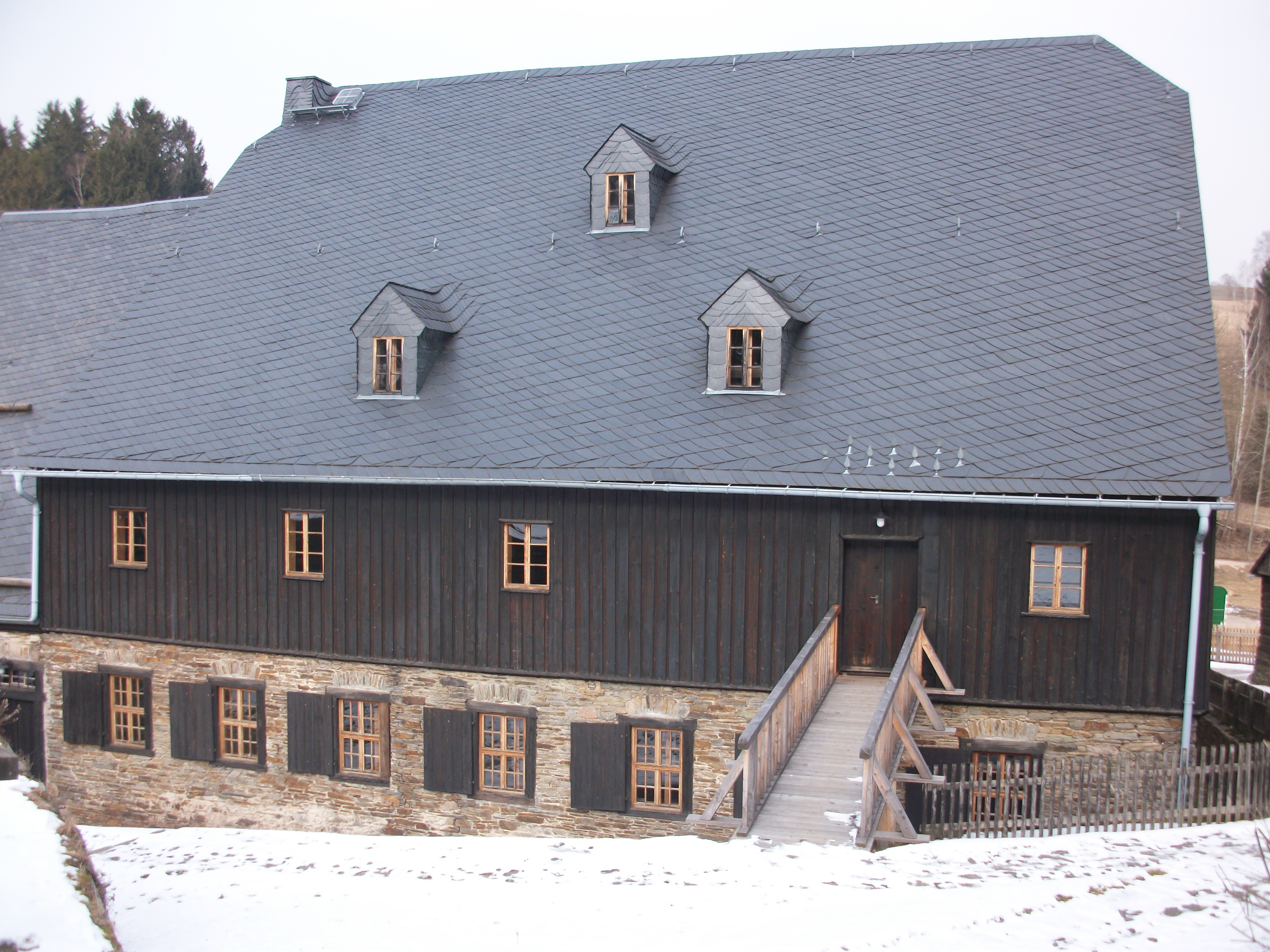
Haupthaus
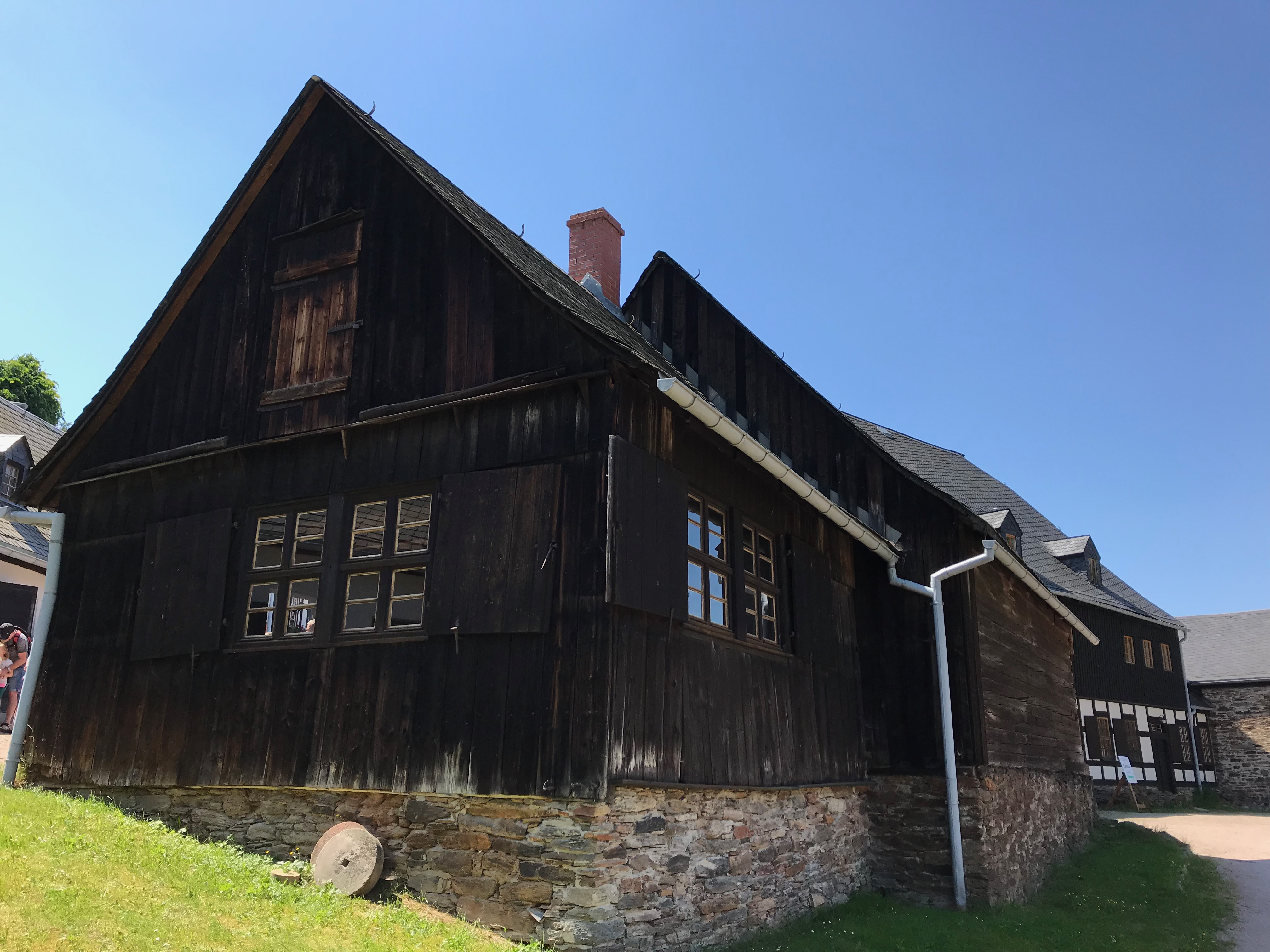
Ausschlagstube
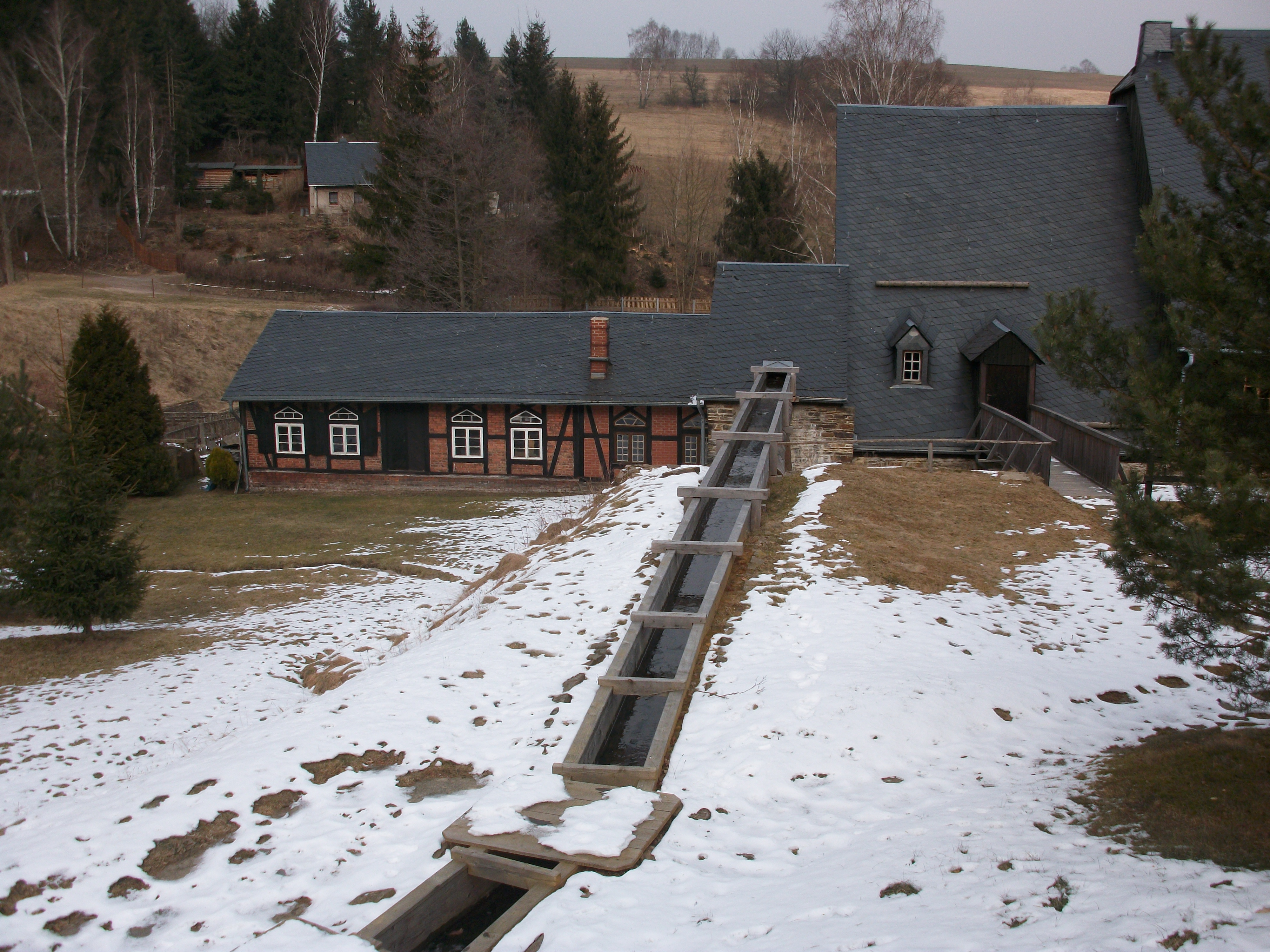
Aufschlaggerenne
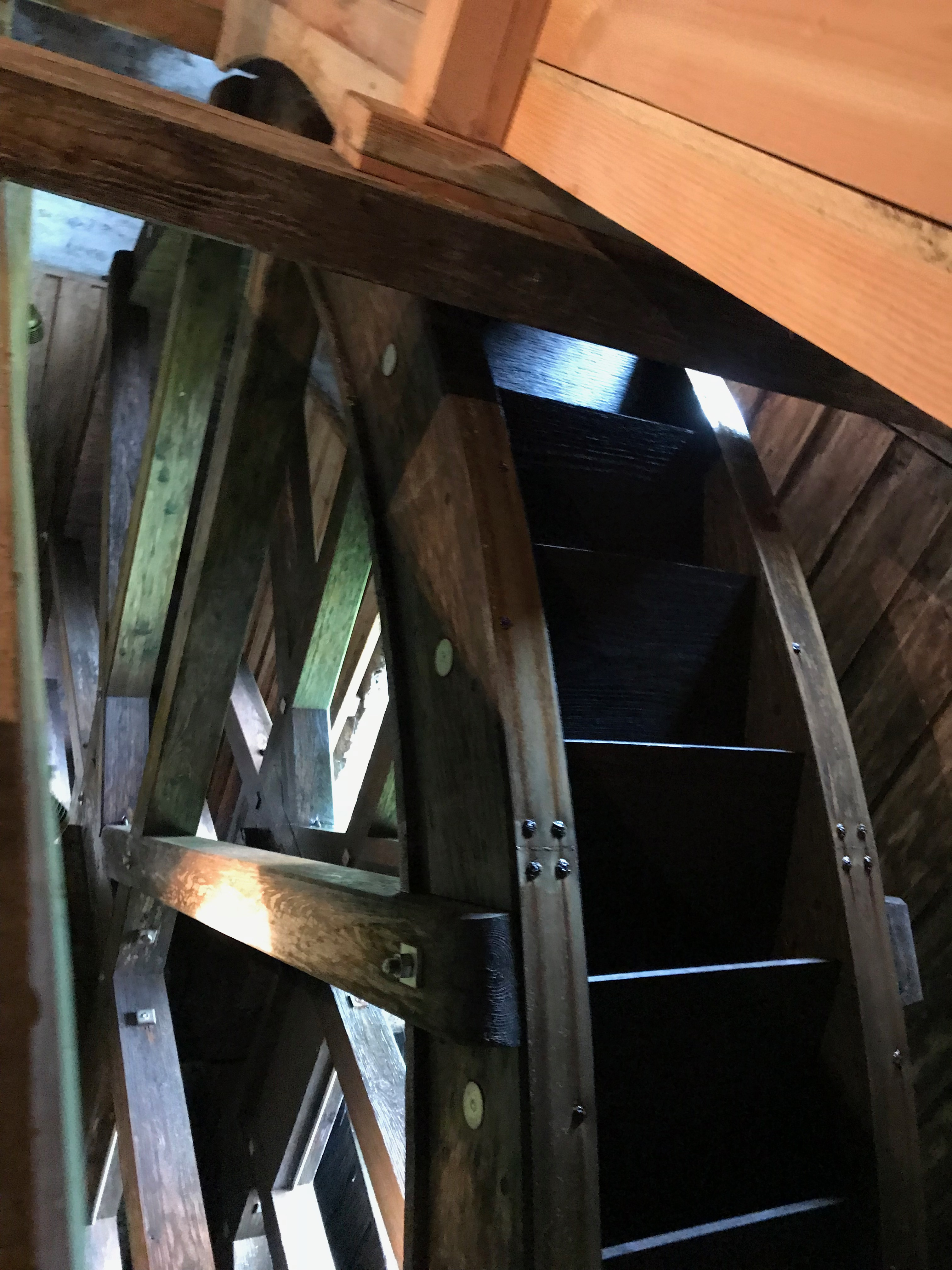
Pochrad
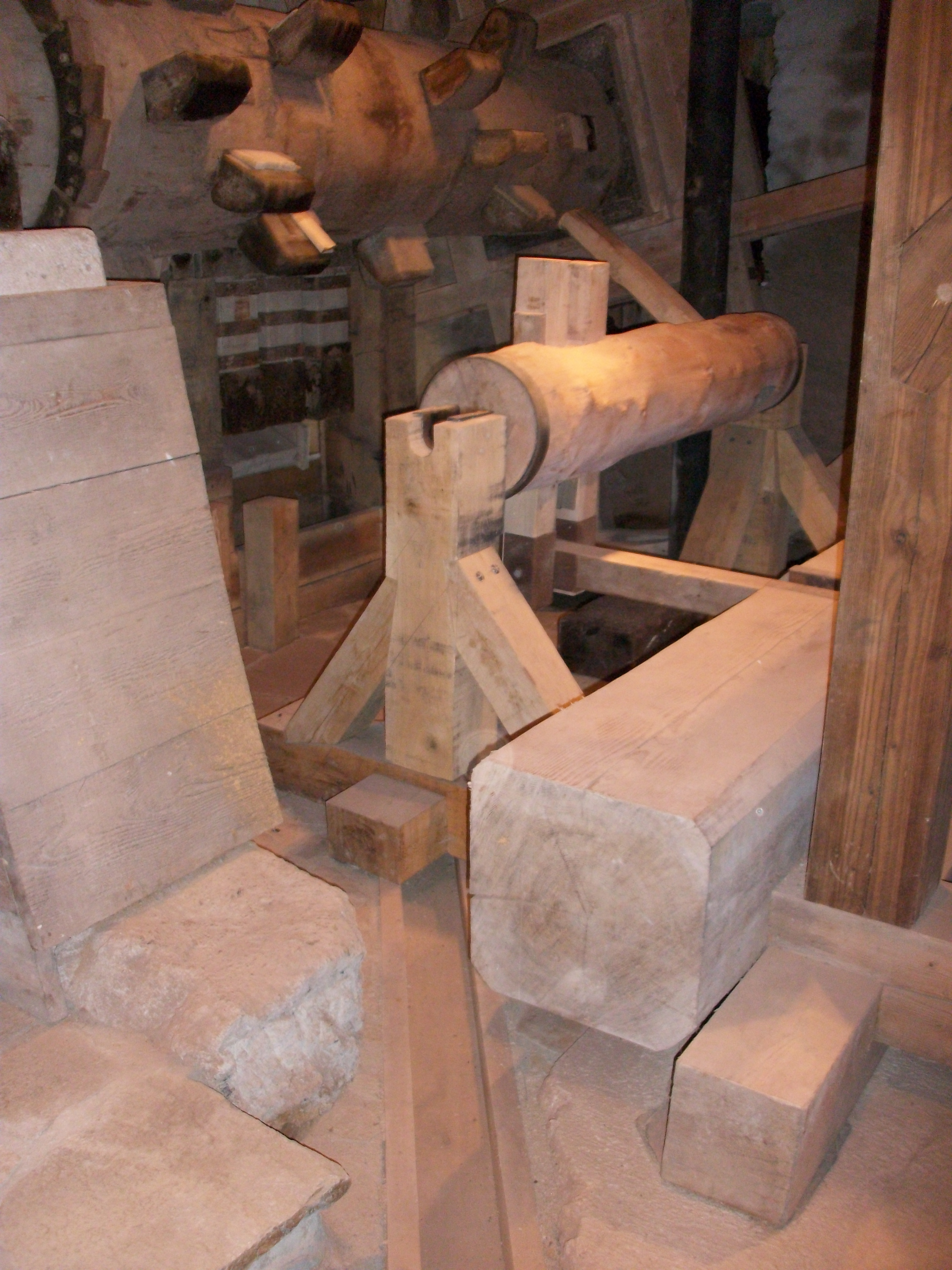
Pochwelle mit „Heblingen“ (Zapfen)
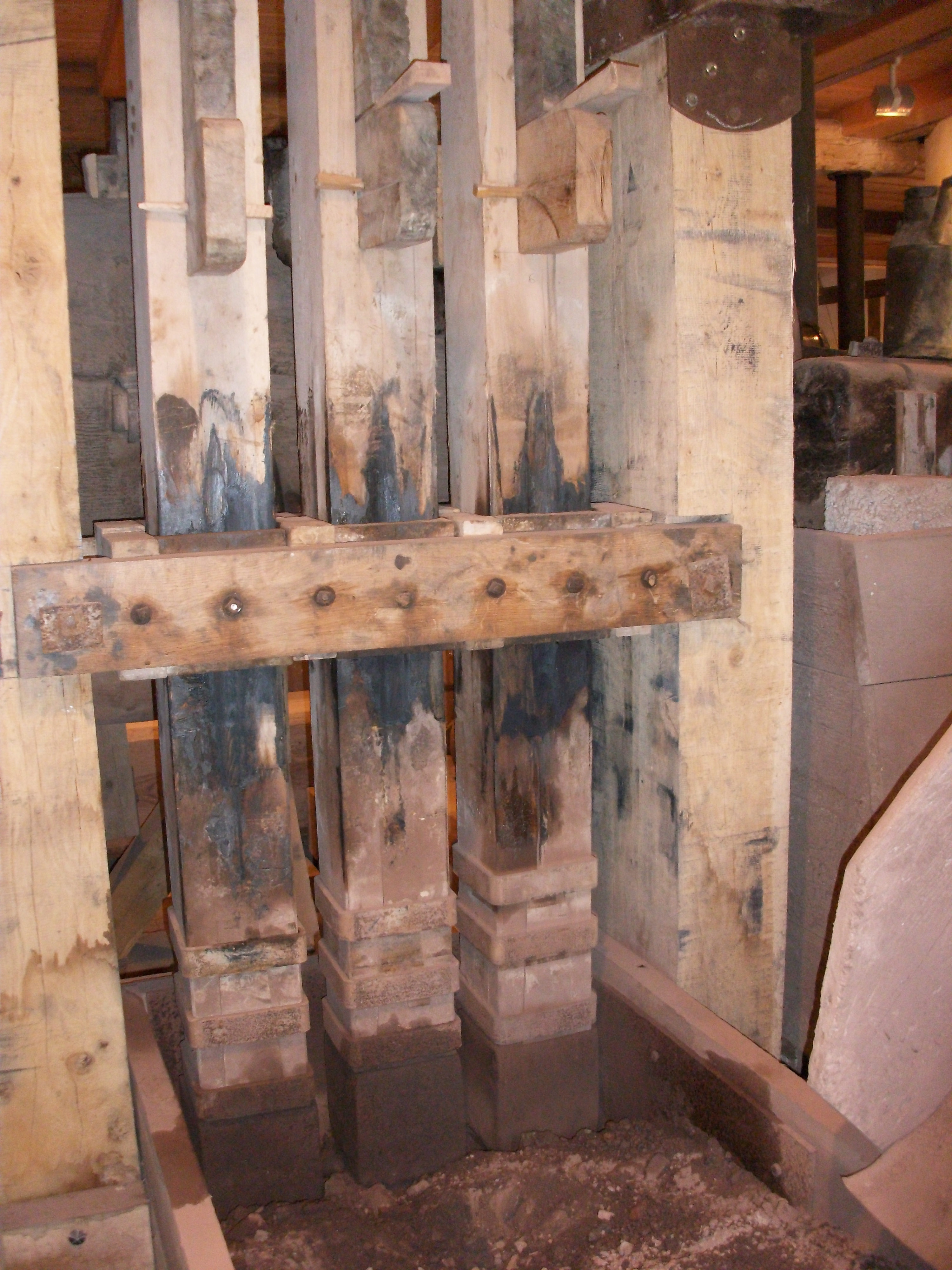
Pochstempel
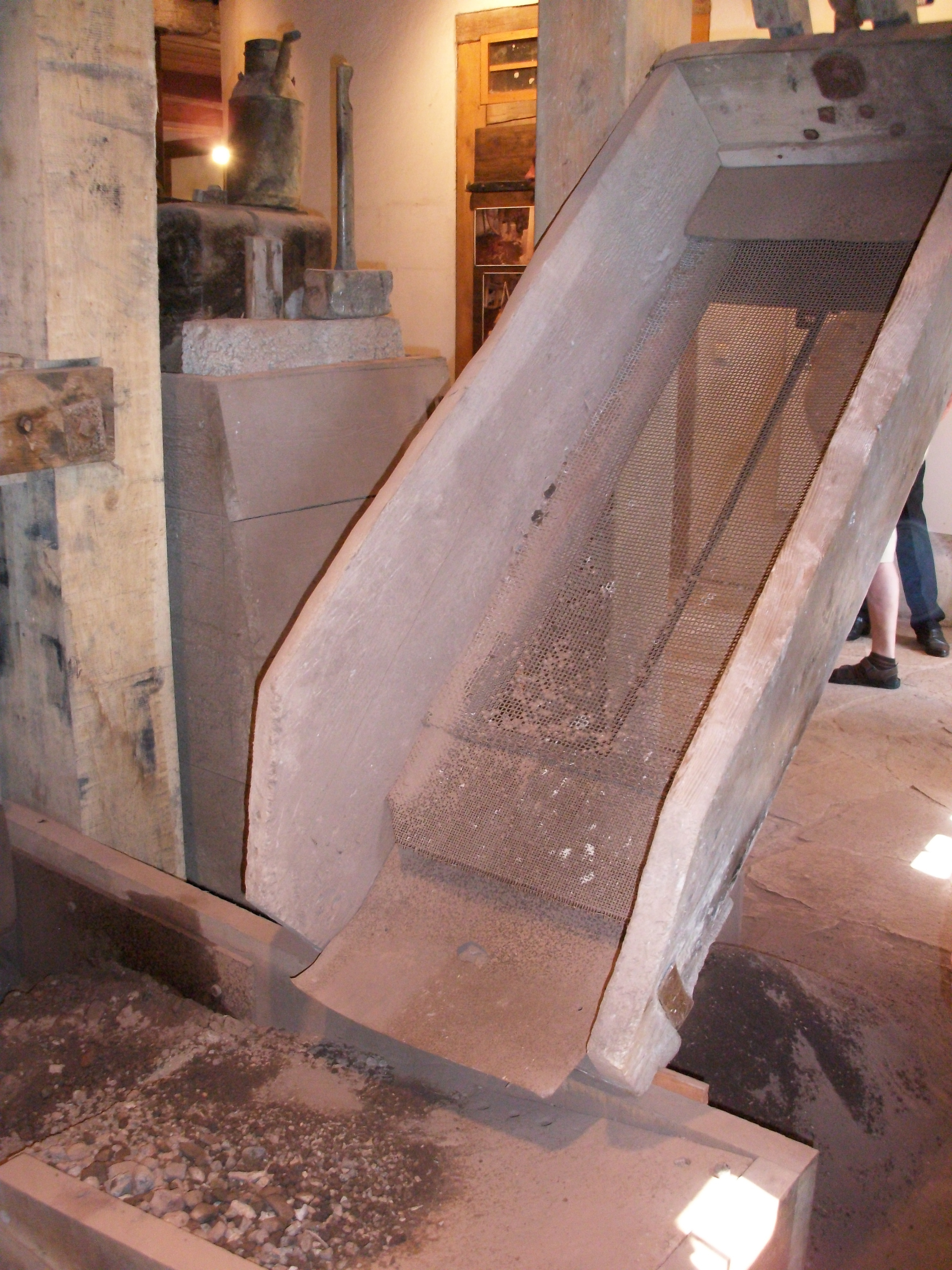
Sieb